# 897
سنة 897 م كانت سنة بسيطة تبدأ يوم السبت (الرابط يظهر نموذج التقويم الكامل للسنة) من التقويم اليولياني. بدأت تسمية السنة ب897 منذ العصور الوسطى المبكرة، عندما أصبح تقويم أنو دوميني هو الأسلوب السائد في أوروبا لتسمية السنوات.

## مواليد
- أبو الفرج الأصفهاني

## وفيات
- البابا رومانوس
- البحتري أحد أشهر الشعراء العرب في العصر العباسي.
- اليعقوبي كاتب ومؤرخ وجغرافي مسلم
- ستيفان السادس
- ويلفريد المشعر
- سعيد بن جودي[4]